# Ciało tłuszczowe (owady)
Ciało tłuszczowe – rodzaj tkanki łącznej pochodzenia mezodermalnego, występująca u tchawkowców (głównie u owadów uskrzydlonych), u których pełni funkcję głównego narządu metabolicznego kontrolowanego hormonalnie. Jest odpowiednikiem wątroby oraz tkanki tłuszczowej kręgowców. Składa się z dużych komórek magazynujących tłuszcze, węglowodany, białka oraz różne metabolity (np. kwas moczowy). Wydziela ono także trehalozę, białka i diglicerydy do hemolimfy.
Ciało tłuszczowe znajduje się w hemocelu. Składa się z części wisceralnej (zlokalizowanej wokół przewodu pokarmowego) oraz peryferycznej (zlokalizowanej wokół włókien mięśniowych i pod powłokami ciała).
Podczas linienia jego wyspecjalizowane komórki (oenocyty) wydzielają hormony stymulujące wzrost.